# Clytocerus crispus
Clytocerus crispus är en tvåvingeart som beskrevs av Vaillant 1983. Clytocerus crispus ingår i släktet Clytocerus och familjen fjärilsmyggor.
Artens utbredningsområde är Frankrike. Inga underarter finns listade i Catalogue of Life.